# وجه وأطلق (من الأفضل الاتصال بسول)
«وجه وأطلق» (بالإنجليزية: Point and Shoot)‏ هي الحلقة الثامنة وانطلاقة النصف الثاني للموسم السادس من مسلسل إيه إم سي التلفزيوني الدرامي من الأفضل الاتصال بسول، المسلسل يُعتبر بادئة من مسلسل اختلال ضال. تم بث الحلقة في 11 يوليو 2022 على قناة إيه إم سي بالولايات المتحدة. خارج الولايات المتحدة، تم عرض الحلقة لأول مرة على خدمة البث نتفليكس في عدة بلدان.

## الاستقبال

### التقييمات
شاهد الحلقة ما يقدر بنحو 1.16 مليون مشاهد خلال أول بث له على إيه إم سي في 11 يوليو 2022.

## وصلات خارجية
- «وجه وأطلق» على إيه إم سي (بالإنجليزية)
- «وجه وأطلق» على قاعدة بيانات الأفلام على الإنترنت (بالإنجليزية)